# SN 1895A
SN 1895A – supernowa odkryta 16 marca 1895 roku w galaktyce NGC 4424. W momencie odkrycia miała maksymalną jasność 12,50m.